# Kampung Diilir
Kampung Diilir is een bestuurslaag in het regentschap Sungai Penuh van de provincie Jambi, Indonesië. Kampung Diilir telt 348 inwoners (volkstelling 2010).